# San Pedro Yugoslavs
Il San Pedro Yugoslavs è stato un club calcistico statunitense di San Pedro, distretto di Los Angeles. 

## Storia
Il club, che rappresentava la comunità iugoslava di San Pedro, distretto di Los Angeles, era iscritto alla Greater Los Angeles Soccer League, lega calcistica cittadina.
Attivo dagli anni 1950, il club raggiunse la finale di National Challenge Cup in quattro occasioni. La prima finale raggiunta fu nel 1971 e venne persa contro il New York Hota. L'anno seguente il San Pedro raggiunse nuovamente la finale, perdendola contro il Elizabeth S.C..
Ritornarono a disputare la finale di National Challenge Cup nel 1984, perdendola contro il New York AO Krete. Giocò la sua ultima finale nel 1986, perdendola contro il St. Louis Kutis.
Nel 1987 avrebbe dovuto partecipare alla CONCACAF Champions' Cup 1987 ma il club vi rinunciò, perdendo così a tavolino entrambi gli incontri di qualificazione contro i messicani dell'América.

## Palmarès

### Altri piazzamenti
- U.S. Open Cup:

Finalista: 1971, 1972, 1984, 1986